# ادوارد جیمز میلفورد
ادوارد جیمز میلفورد (انگلیسی: Edward Milford; ۱۰ دسامبر ۱۸۹۴ – ۱۰ ژوئن ۱۹۷۲) فرد نظامی اهل استرالیا بود. وی همچنین برندهٔ جوایزی همچون نشان حمام و نشان امپراتوری بریتانیا شده‌است.